# Artaxerxes I de Pérsis
Artaxerxes I (em parta: Ardakhshir I; em árabe: rtḥštry) foi uma dinastia (frataraca) de Pérsis no final do século III a.C., governando algum tempo depois de 220 a c. 205 a.C..

## Nome
Ardakhshir (Ardashir) é a forma persa média do persa antigo Ṛtaxšira (também escrito Artaxšaçā, que significa "cujo reinado é através da verdade"). A variante latina do nome é Artaxerxes. Três xás do Império Aquemênida eram conhecidos por terem o mesmo nome.

## Reinado

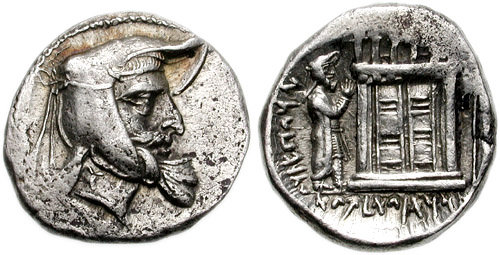
Dracma de Artaxerxes

Desde o final do século III ou início do II a.C., Pérsis tinha sido governada por dinastas locais sujeitas ao Império Selêucida. Detinham o antigo título persa de frataraca ("líder, governador, precursor"), que também é atestado no Império Aquemênida. O Império Aquemênida, que um século antes governava a maior parte do Oriente Próximo, originou-se da região. Os próprios frataracas enfatizaram sua estreita afiliação com o proeminente rei dos xás aquemênidas, e sua corte provavelmente estava na antiga capital de Persépolis, onde financiaram projetos de construção no planalto aquemênida e perto dele. Os frataracas eram tradicionalmente considerados como dinastas sacerdotais ou defensores da oposição religiosa (e política) ao helenismo, no entanto, isso não é mais considerado o caso. A cronologia dos primeiros governantes pérsidas é contestada. A visão tradicional da cronologia das dinastias frataracas era originalmente: Bagadates, Artaxerxes I, Oborzos, Autofradates I e Autofradates II. No entanto, descobertas recentes de moedas de Pérsis levaram a uma cronologia mais provável: Artaxerxes I, Oborzos, Bagadates, Autofradates I e Autofradates II.